# Гарвіч-Порт (Массачусетс)
Гарвіч-Порт (англ. Harwich Port) — переписна місцевість (CDP) в США, в окрузі Барнстебел штату Массачусетс. Населення — 1899 осіб (2020).

## Географія
Гарвіч-Порт розташований за координатами 41°40′13″ пн. ш. 70°3′55″ зх. д. / 41.67028° пн. ш. 70.06528° зх. д. (41.670154, -70.065194).  За даними Бюро перепису населення США в 2010 році переписна місцевість мала площу 8,99 км², з яких 6,82 км² — суходіл та 2,18 км² — водойми. В 2017 році площа становила 7,46 км², з яких 6,82 км² — суходіл та 0,64 км² — водойми.

## Демографія
Згідно з переписом 2010 року, у переписній місцевості мешкали 1644 особи в 944 домогосподарствах у складі 426 родин. Густота населення становила 183 особи/км².  Було 2424 помешкання (270/км²).
Расовий склад населення:
| - 95,9 % — білих - 0,6 % — чорних або афроамериканців - 0,5 % — азіатів - 0,1 % — корінних американців - 1,5 % — осіб інших рас |

До двох чи більше рас належало 1,4 %. Частка іспаномовних становила 0,5 % від усіх жителів.
За віковим діапазоном населення розподілялося таким чином: 10,3 % — особи молодші 18 років, 45,3 % — особи у віці 18—64 років, 44,4 % — особи у віці 65 років та старші. Медіана віку мешканця становила 62,3 року. На 100 осіб жіночої статі у переписній місцевості припадало 76,6 чоловіків;  на 100 жінок у віці від 18 років та старших — 73,3 чоловіків також старших 18 років.
Середній дохід на одне домашнє господарство  становив 83 597 доларів США (медіана — 60 800), а середній дохід на одну сім'ю — 115 133 долари (медіана — 68 643). За межею бідності перебувало 7,0 % осіб, у тому числі 5,1 % дітей у віці до 18 років та 8,3 % осіб у віці 65 років та старших.
Цивільне працевлаштоване населення становило 685 осіб. Основні галузі зайнятості: освіта, охорона здоров'я та соціальна допомога — 23,9 %, роздрібна торгівля — 21,6 %, мистецтво, розваги та відпочинок — 18,2 %, фінанси, страхування та нерухомість — 16,1 %.